# Oxkutzcab (község)
Oxkutzcab község Mexikó Yucatán államának déli részén. 2010-ben lakossága kb. 29 000 fő volt, ebből mintegy 23 000-en laktak a községközpontban, Oxkutzcabban, a többi 6000 lakos a község területén található 41 kisebb településen élt.

## Fekvése
Az állam déli részén fekvő község teljes területe a tenger szintje felett körülbelül 50–200 méterrel elterülő hullámos felszínű vidék. Az éves csapadékmennyiség 1000 és 1100  mm körül van, de a községnek vízfolyásai nincsenek. A mezőgazdaság a terület mintegy 18%-át hasznosítja, a többi részt vadon borítja.

## Élővilág
A területet borító őserdő fő növényfajai a Cordia gerascanthus (bojom), a cédrusok, a ceiba és a Lonchucarpus nem fái (balché), az állatok közül jellemzőek az Ateles nemhez tartozó majmok, különféle nyulak, szarvasok, kígyók, teknősök, a mosómedve, leguánfélék, az Ortalis nem madarai, a chivicoyo, a pávaszemes pulyka és a tzutzuy pich.

## Népesség
A község lakóinak száma a közelmúltban igen gyorsan növekedett, a változásokat szemlélteti az alábbi táblázat:
| Év   | Lakosság |
| ---- | -------- |
| 1990 | 21 639   |
| 1995 | 24 005   |
| 2000 | 25 483   |
| 2005 | 27 084   |
| 2010 | 29 325   |

## Települései
A községben 2010-ben 42 lakott helyet tartottak nyilván, de nagy részük igen kicsi: 17 településen 10-nél is kevesebben éltek. A jelentősebb helységek:
| Település                 | Lakosság (2010) |
| ------------------------- | --------------- |
| Oxkutzcab (községközpont) | 23 096          |
| Yaxhachén                 | 1633            |
| Xohuayán                  | 1405            |
| Emiliano Zapata           | 1350            |
| Xul                       | 1110            |